# Sportdenkmal Berlin-Grünau

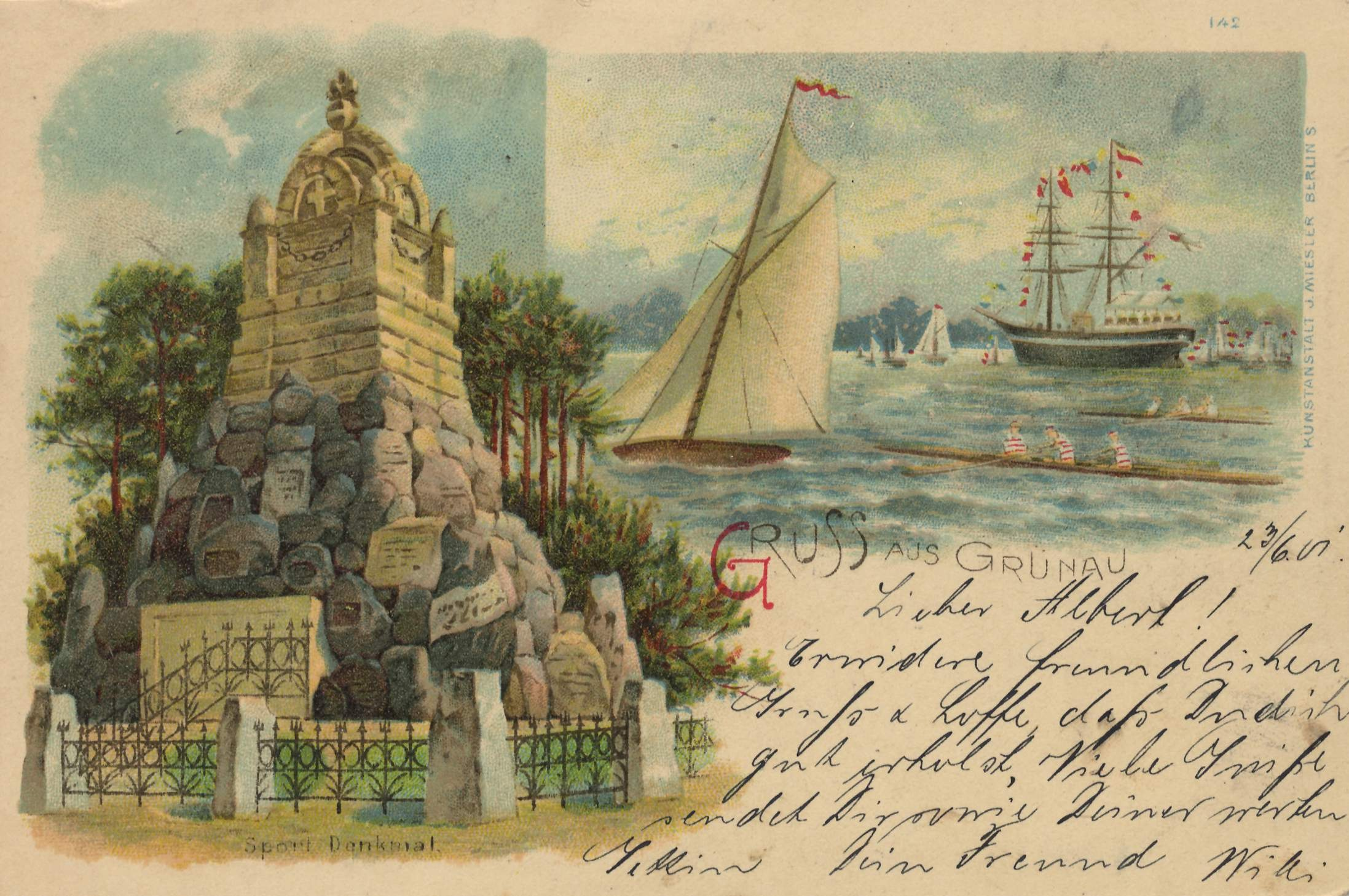
Das Sportdenkmal auf einer Ansichtskarte aus dem Jahr 1901

Das Sportdenkmal Berlin-Grünau war ein von Bodo Ebhardt entworfenes und am 12. Juni 1898 eingeweihtes Denkmal für den deutschen Wassersport im heutigen Berliner Ortsteil Grünau. Sein pyramidenförmiger Sockel bestand aus Findlingen, von denen zahlreiche durch Spendenaufrufe an deutsche Vereine hierher gebracht und eingebaut wurden. Im Jahr 1973 ließ die DDR-Regierung das Monument abreißen, wobei die Steine mit den Inschriften der Vereine an verschiedenen Stellen deponiert wurden. Nach der Wende fanden Geschichtsinteressierte einige Teile wieder und brachten sie in das inzwischen eingerichtete Grünauer Wassersportmuseum.

## Geschichte

### Entstehung
In Grünau hatten sich in den letzten Jahrzehnten des 19. Jahrhunderts zahlreiche Wassersportvereine niedergelassen. Das Berliner Adressbuch nennt im Jahr 1922 folgende Klubs: „Berliner Regattaverein“, „Berliner Seglerklub“, „Ruderriege des Akademischen Turnvereins“, „Akademischer Ruderverein zu Berlin“, „Berliner Ruderklub ‚Spreehort‘“, „Berliner Ruderclub ‚Sport Borussia‘“, „Rudergesellschaft ‚Viktoria‘“, Wassersportabteilung der Deutschen Landsmannschaft. Diese hatten ihre Grundstücke alle Am Langen See. Von den Vereinen war die Idee ausgegangen, die Konzentration dieser Klubs durch ein gemeinsames Sportdenkmal zu würdigen. Der Bildhauer Bodo Ebhardt entwarf in ihrem Auftrag ein Denkmal, auf dem sich über einem pyramidenförmig geschichteten Postament ein Sandsteintempelchen bis in eine Höhe von zirka fünf Metern erheben sollte. Alle deutschen Sportvereine wurden aufgerufen, Natursteine aus ihrem Heimatort, versehen mit den Inschriften des Vereinsnamens und des Ortes zu spenden. Mehr als 300 Vereine folgten dem Aufruf. Die meisten Steine kamen von Rudersportvereinen aus Preußen. Neben Sportvereinen aus Berlin lieferten Vereine aus der damaligen näheren Umgebung (z. B. Charlottenburg, Grünau, Köpenick, Reinickendorf, Rixdorf, Spandau, Tegel) ihre signierten Steine. Auch aus ferneren Orten wie Metz und Memel fanden sich Steine ein. Geologische Untersuchungen der am Ende des 20. Jahrhunderts wieder aufgefundenen Teile des Denkmals geben Aufschluss über die genaue Herkunft der Steine.
Die Grundsteinlegung für das Denkmal erfolgte am 19. Juni 1897 im Rahmen des drei Tage andauernden Allgemeinen Deutschen Sportfestes (Centenar Sportfest mit Wettkämpfen des Pferde-, Wasser- und Landsportes) für Wilhelm I., und der 19. Juni 1897 wurde zum Wassersport-Festtag.
Die Einweihungsfeier fand am 12. Juni 1898, dem zweiten Tag der Grünauer Regatta, statt. Kaiser Wilhelm II. reiste auf seiner Yacht „Alexandria“ an und lobte vor allem den Ort an der 1000-Meter-Marke der Regattastrecke. Zur Dahme hin war das Sportdenkmal als Kaiser-Wilhelm-Denkmal gestaltet. Es trug eine Widmungstafel mit der Inschrift:
WILHELM
DEM GROSSEN
DER DEUTSCHE SPORT

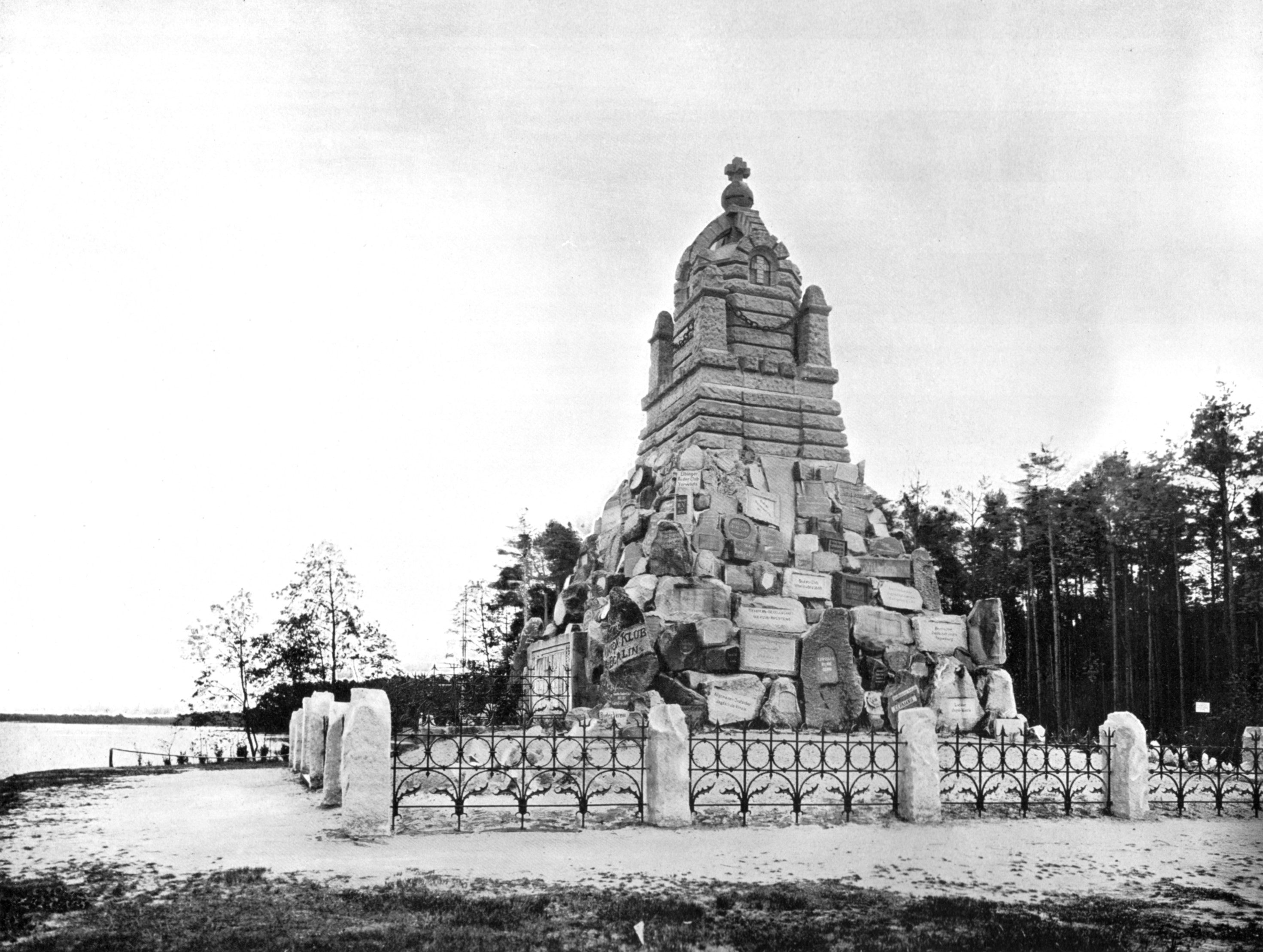
Fotografie um 1900

Der Platz vor dem Denkmal erhielt die amtliche Bezeichnung Platz am Sportdenkmal. Die Popularität als Ausflugsziel stieg rasch, so dass eine „Gaststätte am Sportdenkmal“ daneben eröffnete.
Den Zweiten Weltkrieg überstand das Denkmal, in den 1950er Jahren wurden jedoch die oberen beiden Zeilen der Inschrift herausgemeißelt.

### Abriss
Bei der Vorbereitung zu den Weltfestspielen im Frühjahr 1973 ließen deren Organisatoren das Denkmal abreißen, wohl auch, weil Namen von Städten aus Gesamtdeutschland und früherer Städte, die nun in Polen lagen, nicht zum Selbstbewusstsein der DDR passten.
Nach der Wende konnten sieben Findlinge wieder aufgefunden und vier durch eine Tauchaktion 1991 geborgen werden. Drei davon befinden sich im Grünauer Wassersportmuseum.
1997 fertigte Udo Gentzen als ehemaliger Museumsleiter aus Dömitz eine Schrift über das Denkmal an.
Das Denkmal stand dort, wo die Regattastraße in die Sportpromenade übergeht. In direkter Nachbarschaft zur 1000-Meter-Marke der Regattastrecke gelegen, befindet sich an seiner Stelle heute eine Parkanlage mit installierter Tafel „Platz des Deutschen Sportdenkmals“.

### Planungen für ein neues Wassersportdenkmal

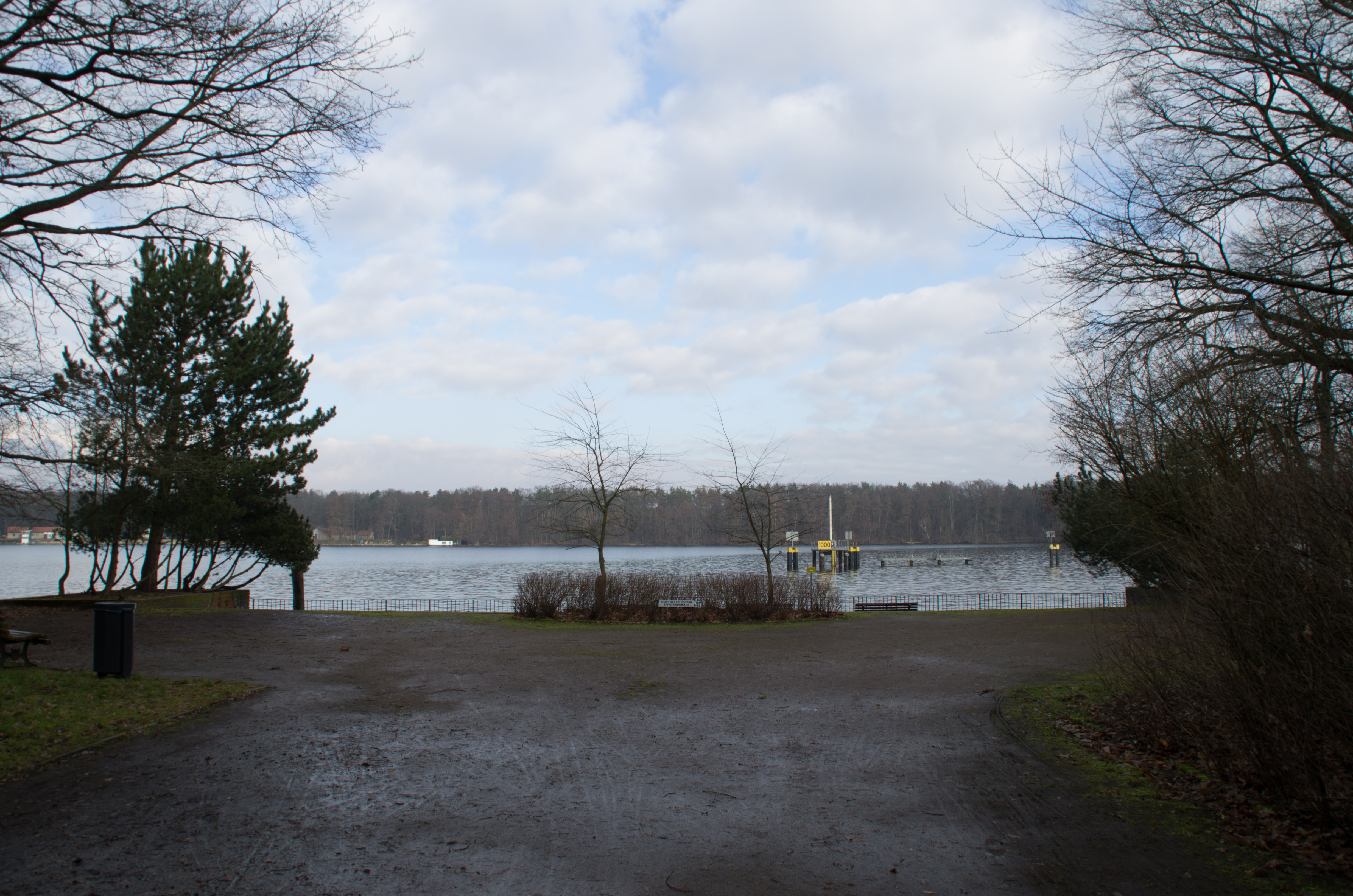
Der Platz des Sportdenkmales im Februar 2016

Im Jahr 1999 rief Manfred von Richthofen eine Arbeitsgruppe (AG) zum Sportdenkmal ins Leben, mit dem Ziel, das Denkmal wieder neu aufzubauen. Mitglieder der AG sind Historiker, Architekten und Sportinteressierte, die noch an Strategien für ein neues Wahrzeichen arbeiten.
Parallel zu den Arbeiten der AG entstanden im Baudezernat des Bezirks bereits Pläne für ein neues Denkmal an alter Stelle. Das neue Denkmal sollte die Idee der gesamtdeutschen Darstellung aufnehmen, jedoch aus Schildern vieler deutscher Wassersportvereine zusammengesetzt werden; einige Zusagen liegen bereits vor. Im Jahr 2008 befasste sich das Präsidium des Deutschen Olympischen Sportbundes auf seiner 17. Sitzung mit der Thematik. Auch das Berliner Abgeordnetenhaus fasste eine Beschlussempfehlung zum Bau eines Sportdenkmals in Berlin-Grünau (Drs. 16/3332) und stellte daraufhin einen Bebauungsplan auf. Eine im Jahr 2011 gegründete Bürgerinitiative „Zukunft in Grünau“ setzt sich für umfassende Verbesserungen im Ortsteil ein und hat im Herbst 2012 beispielsweise eine öffentliche Aufräumaktion des Sportdenkmalgeländes durchgeführt. Sie formuliert auf ihrer Homepage, dass die Fläche wohl „stadtplanungsamtlich weggeplant“ wurde. So ist bis zum Jahr 2016 nichts Sichtbares passiert.